# Delia pectinitibia
Delia pectinitibia este o specie de muște din genul Delia, familia Anthomyiidae, descrisă de Jin și Fan în anul 1981. Conform Catalogue of Life specia Delia pectinitibia nu are subspecii cunoscute.